# حبیب بلعید
حبیب بلعید (انگلیسی: Habib Bellaïd؛ زادهٔ ۲۸ مارس ۱۹۸۶) یک بازیکن فوتبال اهل فرانسه است.
وی همچنین در تیم ملی فوتبال فرانسه بازی کرده‌است.